# Dziedziczki
Dziedziczki – powieść fantastyczna dla młodzieży autorstwa Andrzeja Pilipiuka; trzecia część cyklu opowiadającego o losach kuzynek Kruszewskich, Moniki Stiepankowic i mistrza Sędziwoja. Pierwsze wydanie: Fabryka Słów, 2005 rok. Pozostałe części to Kuzynki (2003), Księżniczka (2004) i Zaginiona (2014).

## Fabuła
Bohaterki przebywają we rodzinnej wsi Kruszowice, gdzie próbują odbudować dawny majątek, napotykając trudności takie jak niechęć do pracy po-PGR-owskich wieśniaków. Wracają także antagoniści z Bractwa Drugiej Drogi, dalej polujący na informacje o nieśmiertelności.

## Odbiór
Maciej Parowski zrecenzował książkę w "Nowej Fantastyce". Według recenzenta, książka "nie sprawi czytelnikom zawodu... akcja toczy się wartko", a autor "popisuje się wiedzą" w kilku dziedzinach, i ogólnie, "osiągnął więcej niż przyzwoity efekt prozatorski".
Paweł Dunin-Wąsowicz pisząc w czasopiśmie Lampa skrytykował książkę jako "kolejny zlepek banalnych przepychanek między dobrymi bohaterami a złym bractwem którejś tam drogi" powstałą, gdyż "poczytny cykl należy eksploatować niczym krowę w oborze". Skrytykował zwłaszcza prozę utworu jako "swoisty wzorzec smaku neutralnego a raczej jego braku"
Rafał Śliwiak zrecenzował książkę dla czasopisma "Arte". Recenzent pozytywnie ocenił książkę, pisząc, że autor "ma talent gawędziarza", a książkę "czyta się szybko i lekko"; chwalił też "wartką akcję" i wątki historyczne i folklorowe, które "odbiegają od typowych schematów fantasy" a nawiązują do ludowych wierzeń słowiańskich
Książkę zrecenzował Jarosław Machura dla portalu Histmag. Pozytywnie odniósł się do twórczości autora, pisząc, że trzecia część cyklu to "wciąż niesamowite przeżycie" i "piekielnie satysfakcjonująca dawki emocji". Recenzent chwalił także "niesamowite poczucie humoru pisarza" i wiedzę autora, przedstawiającego w książce m.in. przepisy kulinarne, aczkolwiek skrytykował nadmiar miejsc, które odwiedzają bohaterowie, uważając opisywanie kolejnych lokacji za nieco męczące dla czytelnika. W podsumowaniu napisał, że "Nie jest to dzieło z najwyżej półki, jednakże idealnie wpisuje się w kanon pozycji literatury rozrywkowej".
Dla fanzinu "Esensja" książkę zrecenzowała Agnieszka Szady, chwaląc książkę za "wartką narrację i lekki styl" ale też zauważając fabuła trzeciej części cyklu jest w większości przewidywalna. Skrytykowała też opis wampirzycy Moniki, zauważając, że autor "niezbyt radzi sobie z przedstawieniem psychiki dziewczyny żyjącej czterocyfrową liczbę lat" i krytykując niezręczną seksualizację tej postaci. Recenzentka pochwaliła natomiast udane wplecenie "w akcję postaci i zabiegów rodem z ludowych legend", przez co zaliczyła książkę do gatunku urban fantasy.
Dla portalu Poltergeist książkę zrecenzował Mateusz Kominiarczuk. Uznał książkę za podobną do poprzednich części cyklu - "doskonały przykład na solidną, rzemieślniczą robotę... prostą, czytelną i zabawną, ale i niepozbawioną pewnej maestrii czy intrygującego pomysłu". Pozytywnie odebrał zmniejszenie "obfitej prezentacji przekonań politycznych" autora, nadmiernie eksponowaną w poprzednich tomach, ale krytykował brak rozwinięcia niektórych wątków.

## Nagrody
Książka była nominowana do Nagrody Nautilus za 2005 rok,

## Wydania
1. Fabryka Słów, Lublin 2010, ss. 304, ISBN 978-83-7574-251-0 (miękka oprawa)
2. Fabryka Słów, Lublin 2012, ss. 304, ISBN 978-83-7574-604-4 (miękka oprawa ze skrzydełkami)
3. Fabryka Słów, Lublin 2014, ss. 304, ISBN 978-83-7574-923-6 (zintegrowana oprawa)